# Cee (Španělsko)
Cee je město a obec ve Španělsku, v provincii A Coruña v Galicii. V roce 2020 zde žilo 7550 obyvatel.
Nachází se na pobřeží Atlantského oceánu, při zálivu Ría de Concurbión. Je to jedno z nejzápadnějších sídel v pevninském Španělsku. Nedaleko centra Cee se do oceánu vlévá říčka Buxantes das Pozas. V těsné blízkosti Cee leží město Concurbión, nedaleko Cee se nachází město Fisterra, slavné poutní místo, přičemž Cee patří pod comarku jíž je Fisterra hlavním městem.

## Historie
Existuje více teorií o tom, jak název Cee vznikl. Je možné, že pochází z keltského slova označující tekoucí vodu. Jiná teorie tvrdí, že pochází z latinského slova sinus (v překladu zátoka).
O Cee existuje několik zmínek ze 16. století. Historicky šlo o rybářskou a velrybářskou obec. Ve městě je kostel, původně gotický. Byl poničen francouzskou armádou během španělské války za nezávislost, po válce byl přestavěn, ale některé gotické prvky si zachoval. V 18. století byl nedaleko Cee vybudován hrad Castelo do Príncipe.

## Galerie

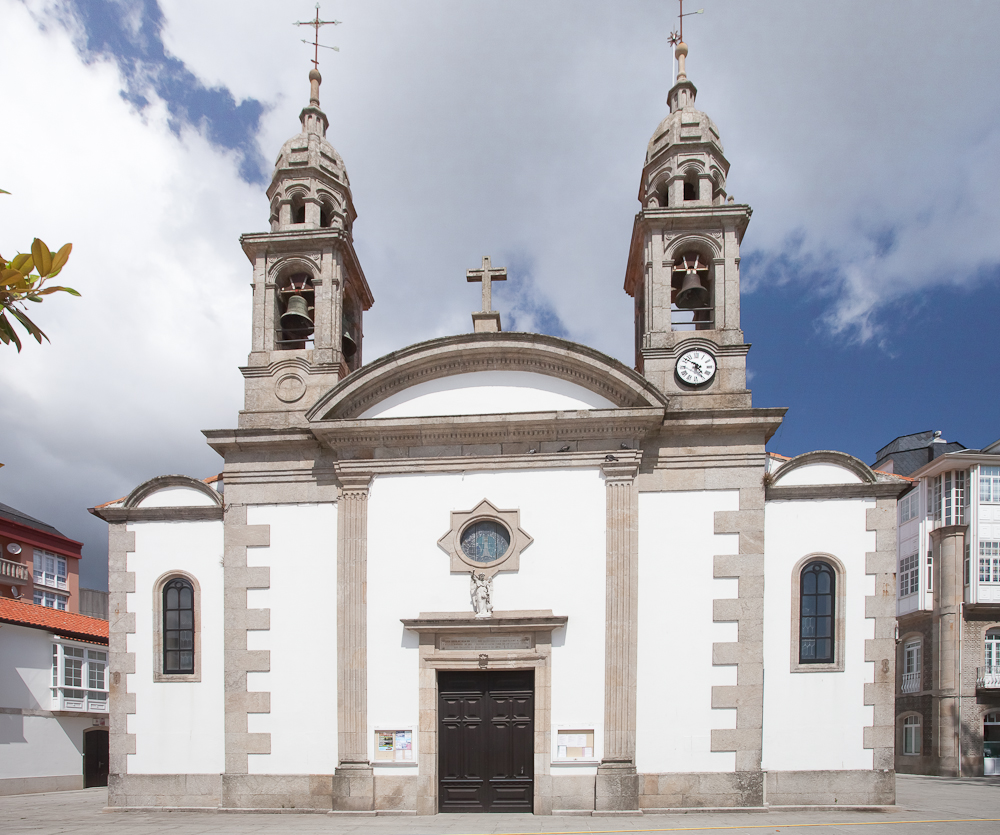
Kostel v Cee
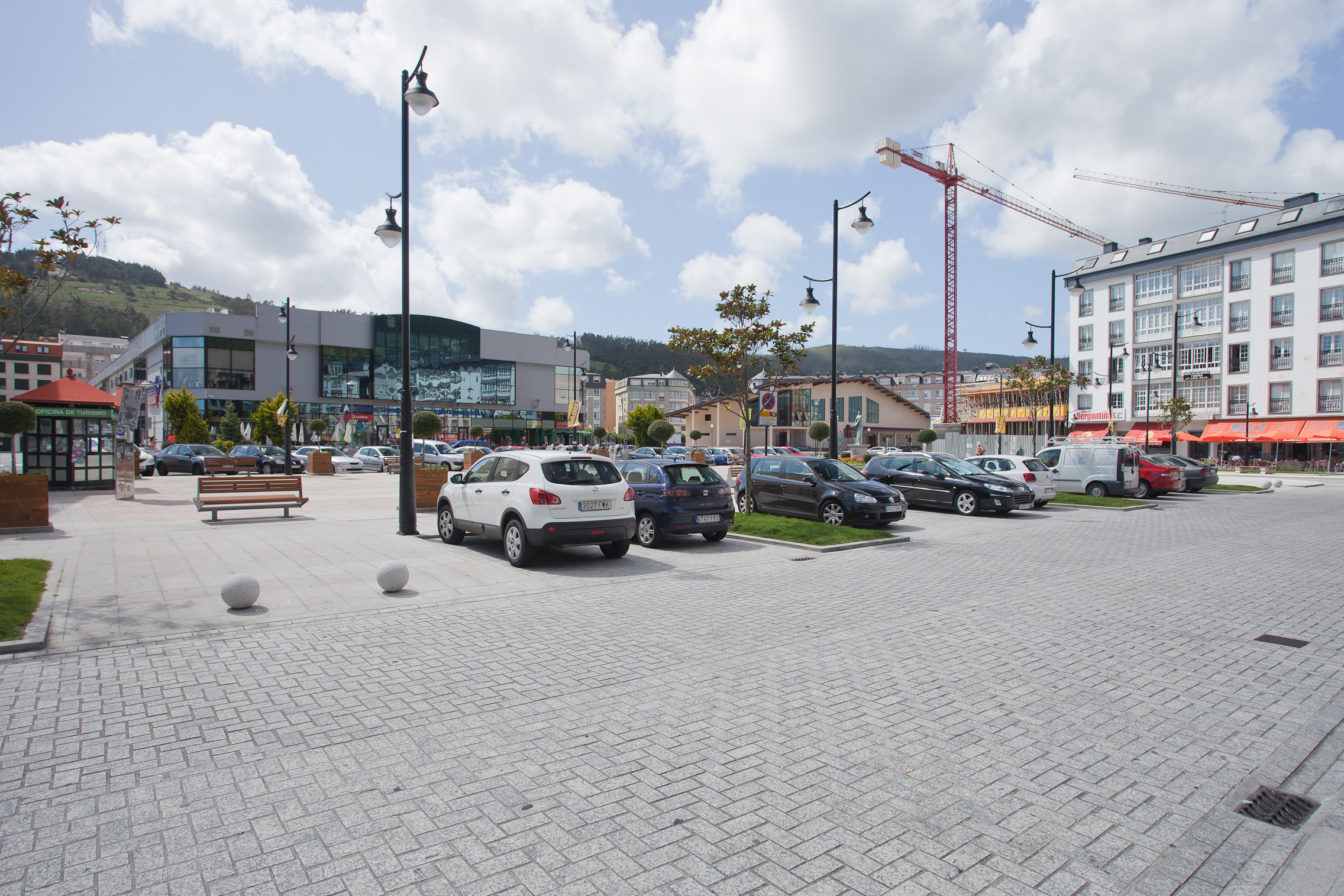
Náměstí
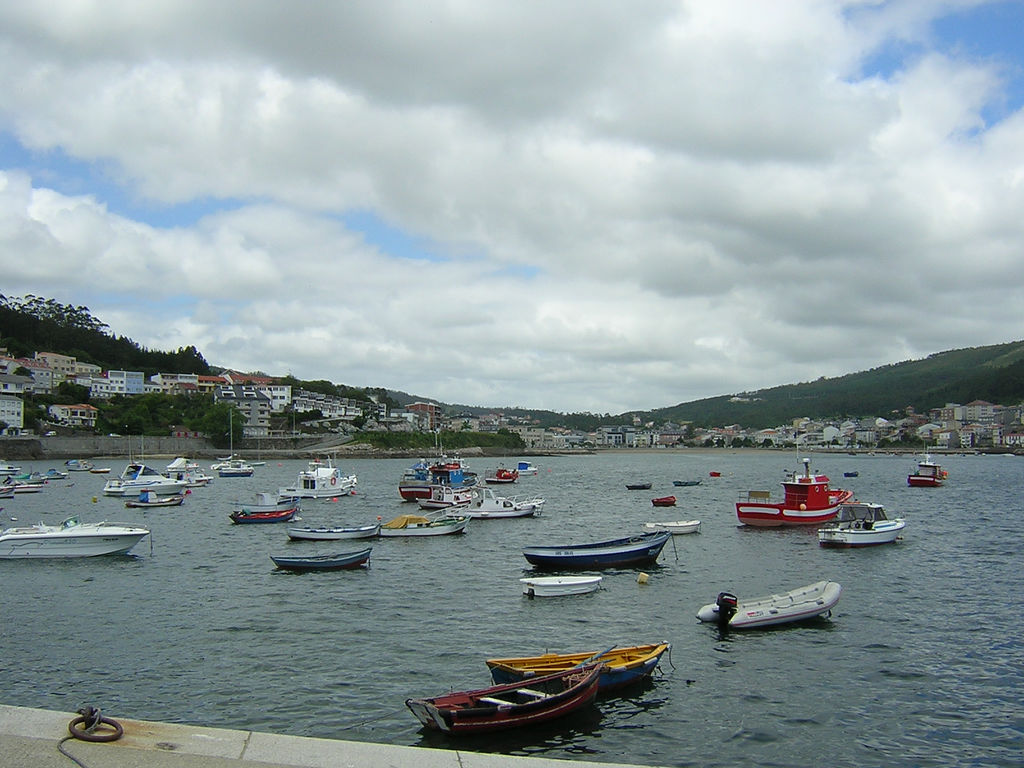
Pohled na Cee od Corcubiónu
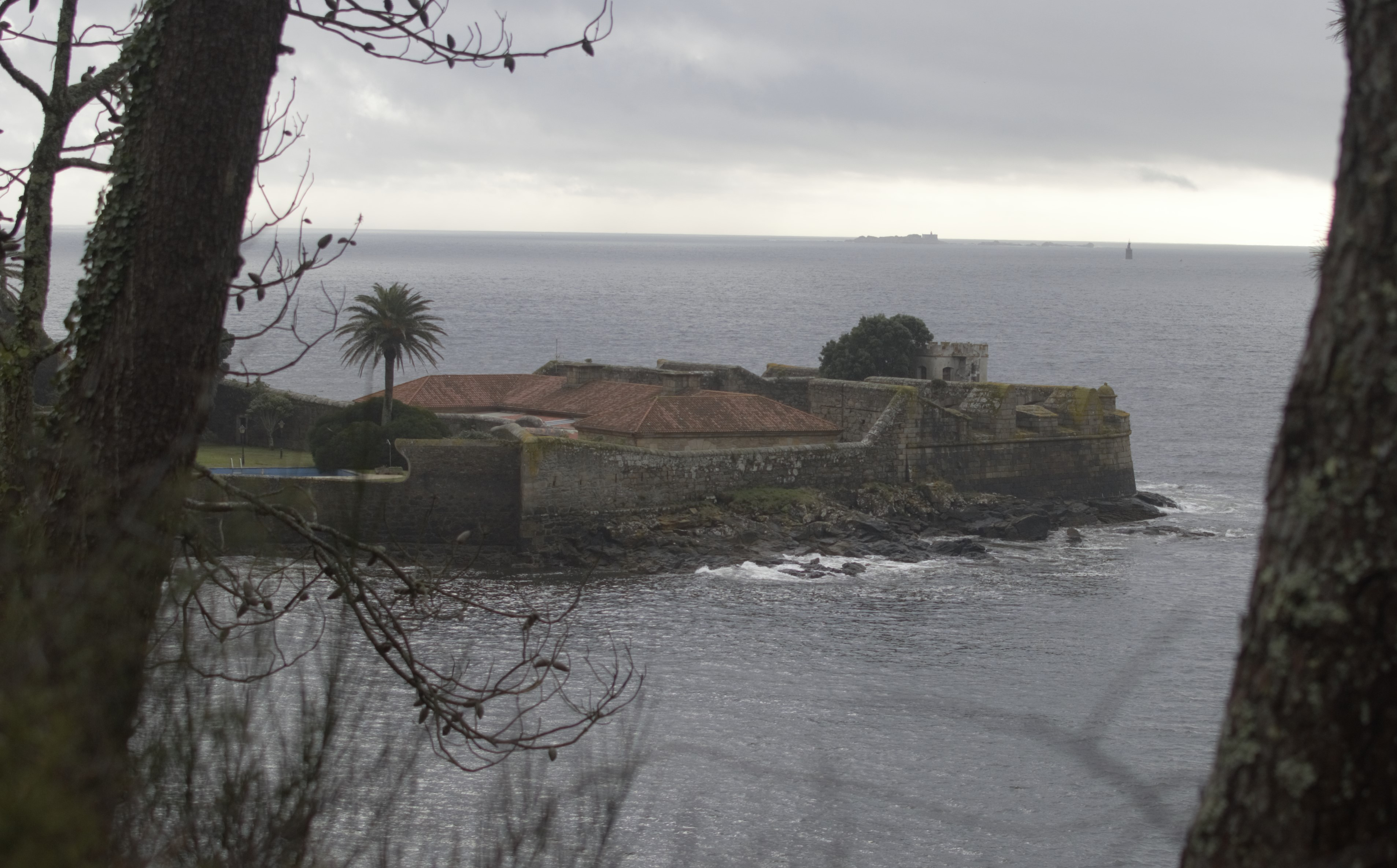
Castelo do Príncipe